# Leocadia van Toledo

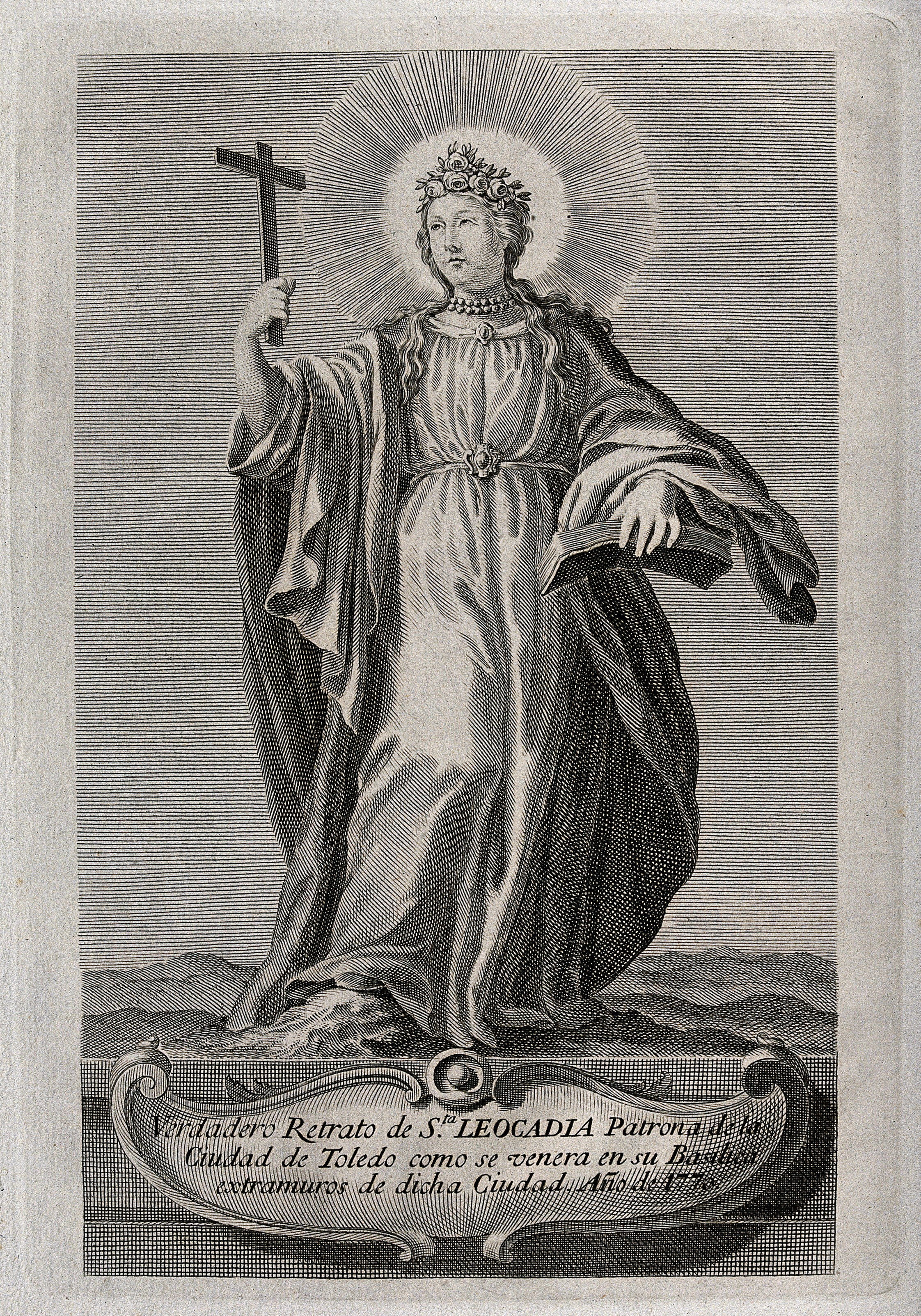

Leocadia van Toledo (Latijn: Sancta Leocadia, Spaans: Santa Leocadia) was een christelijke martelares uit de 4e eeuw, die vooral wordt vereerd in Spanje. Haar feestdag wordt jaarlijks gevierd op 9 december.
Leocadia werd geboren in Toledo, Spanje, ten tijde van de Romeinse vervolgingen tegen de christenen onder keizer Diocletianus (284–305). Ze was afkomstig uit een adellijke familie en stond bekend om haar vroomheid en toewijding aan het christelijk geloof. Toen gouverneur Dacianus, die de christenvervolging in Hispania leidde, ontdekte dat Leocadia haar geloof openlijk beleed, werd zij gearresteerd en voor de rechtbank gebracht.
Volgens de overlevering werd Leocadia gevangengenomen en gemarteld omdat ze weigerde haar geloof af te zweren. Terwijl ze in de gevangenis zat, bad ze voortdurend en moedigde ze andere christenen aan om trouw te blijven aan hun geloof. Uiteindelijk stierf ze in gevangenschap, waarschijnlijk als gevolg van de ontberingen en mishandeling.
Leocadia's graf werd een belangrijk pelgrimsoord in Toledo. In de 7e eeuw werd haar relieken overgebracht naar Oviedo, maar later keerden ze terug naar Toledo, waar ze werden bijgezet in de kerk die aan haar is gewijd, de Iglesia de Santa Leocadia. Ze wordt beschouwd als de beschermheilige van de stad Toledo.
Leocadia wordt vaak afgebeeld met martelaren-symbolen zoals een kruis of een palmtak, en haar leven inspireert gelovigen tot standvastigheid in het geloof, zelfs in tijden van vervolging.